# 서포여이 야노시 지그몬드

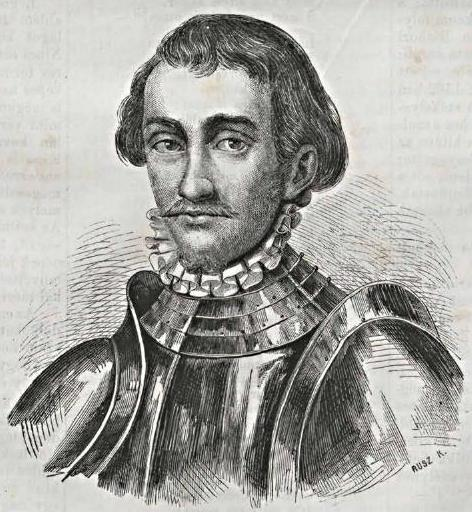
서포여이 야노시 지그몬드

서포여이 야노시 지그몬드(헝가리어: Szapolyai János Zsigmond, 크로아티아어: Ivan Žigmund Zapolja 이반 지그문드 자폴야, 1540년 7월 7일 ~ 1571년 3월 14일) 또는 야노시 2세(헝가리어: II. János)는 헝가리의 국왕(재위: 1540년 ~ 1551년, 1556년 ~ 1570년)이자 페르디난트 1세, 막시밀리안 2세의 대립왕이다. 1551년부터 1556년까지는 오폴레-라치부시 공작, 1570년부터 1571년까지는 트란실바니아 공작을 역임했다.
1540년 부더에서 헝가리의 국왕인 서포여이 야노시와 이자벨라 야겔론카(Izabela Jagiellonka, 지그문트 1세의 딸) 왕비의 아들로 태어났지만 그가 태어난 지 얼마 지나지 않아 아버지가 사망하면서 헝가리의 국왕으로 즉위했다. 오스만 제국의 술탄이었던 쉴레이만 1세의 지원을 받은 추기경인 프라테르 죄르지(Fráter György)는 1551년에 사망할 때까지 야노시 지그몬드의 후견인 역할을 수행했으며 야노시 지그몬드의 어머니인 이사벨라 야기에우워는 1559년에 사망할 때까지 야노시 지그몬드의 섭정 역할을 수행했다.
1568년에는 근세 유럽에서 최초로 광범위한 종교의 자유를 보장한 토르더(Torda, 현재의 루마니아 투르다(Turda)) 칙령을 제정했다. 또한 모든 종교의 종파 사이에서 개방된 토론을 실시하는 것을 장려했고 로마 가톨릭교회, 루터교, 칼뱅주의, 유니테리언, 유니테리언주의 대표 간의 공개 토론을 주재했다. 1570년 신성 로마 제국의 황제였던 막시밀리안 2세를 헝가리의 국왕으로 인정하면서 자신의 왕위를 포기했으며 1570년부터 1571년까지 트란실바니아 공작을 역임했다.
1571년 야노시 지그몬드가 사망했을 때에 남긴 유언에서 재무부 장관 출신인 가스파르 베케시(Gáspár Bekes)를 자신의 후계자로 지명했지만 트란실바니아의 귀족들은 그의 유언을 존중하지 않고 바토리 이슈트반(Báthory István, 스테판 바토리)을 자신들의 새로운 공작으로 추대했다. 이 때문에 가스파르와 바토리 사이에서 내전이 벌어졌고 내전에서 승리한 바토리가 트란실바니아의 공작으로 즉위하게 된다.
| 전임 서포여이 야노시 | 헝가리의 국왕 페르디난트 1세, 막시밀리안 2세의 대립왕 1540년 ~ 1570년 | 후임 믹셔 |